# Our Aim Is to Satisfy
Albums de Red Snapper
Making Bones
(1999) Pale Blue Dot
(2008)
Our Aim Is to Satisfy est un album de Red Snapper, sorti en 2000.

## L'album
Leanne Alberghini écrit de celui-ci : « De loin le meilleur album du groupe, Our aim is to satisfy est sexy, agressif et même hypnotisant ».
Il fait partie des 1001 albums qu'il faut avoir écoutés dans sa vie. 

### Titres
Tous les titres sont de Ali Friend et Richard Thair. 
1. Keeping Pigs Together (5:24)
2. Some Kind of Kink (5:26)
3. Shellback (5:44)
4. Don't Go Nowhere (4:50)
5. The Rake (5:14)
6. The Rough and the Quick (5:06)
7. Bussing (5:24)
8. I Stole Your Car (4:17)
9. Alaska Street (5:01)
10. Belladonna (4:27)
11. They're Hanging Me Tonight (6:07)

### Musiciens
- David Ayers : guitare
- Ali Friend : basse électrique, contrebasse
- Karime Kendra : voix
- Richard Thair : batterie, platines